# غريغ غارسيا
غريغ غارسيا (بالإنجليزية: Greg Garcia)‏ (و. 1970  م) هو كاتب سيناريو، وكاتب، ومخرج، ومنتج بضائع أمريكي، ولد في مقاطعة أرلنغتون، فيرجينيا.

## التعليم
تعلم في Frostburg State University ‏.

## جوائز
حصل على جوائز منها:
- جائزة الإيمي برايم تايم.

## وصلات خارجية
- غريغ غارسيا على موقع IMDb (الإنجليزية)
- غريغ غارسيا على موقع قاعدة بيانات الفيلم (الإنجليزية)

- غريغ غارسيا في قاعدة بيانات الأفلام على الإنترنت